# Coppa CERS 1994-1995
La Coppa CERS 1994-1995 è stata la 15ª edizione dell'omonima competizione europea di hockey su pista riservata alle squadre di club. Il torneo ha avuto inizio il 18 febbraio e si è concluso il 17 giugno 1995.
Il titolo è stato conquistato dal Barcelos per la prima volta nella sua storia.

## Squadre partecipanti
| Nazione     | Club                  | Città                    | Qualificazione                                          |
| ----------- | --------------------- | ------------------------ | ------------------------------------------------------- |
| Francia     | Gazinet-Cestas        | Cestas                   | 3º in Nationale 1 1993-1994                             |
| Francia     | Nantes                | Nantes                   | 4º in Nationale 1 1993-1994                             |
| Francia     | Vaulx-en-Velin        | Vaulx-en-Velin           | 5º in Nationale 1 1993-1994                             |
| Germania    | Düsseldorf Nord       | Düsseldorf               | 2º in Rollhockey-Bundesliga 1993-1994                   |
| Germania    | Iserlohn              | Iserlohn                 | 3º in Rollhockey-Bundesliga 1993-1994                   |
| Germania    | Weil                  | Weil am Rhein            | 4º in Rollhockey-Bundesliga 1993-1994                   |
| Inghilterra | Grimsby               | Grimsby                  | 2º in Roller Hockey Premier League 1993-1994            |
| Inghilterra | Sheffield             | Sheffield                | 3º in Roller Hockey Premier League 1993-1994            |
| Italia      | Amatori Reggio Emilia | Reggio nell'Emilia       | 6º in Serie A1 1993-1994, quarti di finale dei play-off |
| Italia      | Amatori Vercelli      | Vercelli                 | 7º in Serie A1 1993-1994, quarti di finale dei play-off |
| Portogallo  | Barcelos              | Barcelos                 | 3º in 1ª Divisão 1993-1994                              |
| Portogallo  | Paço de Arcos         | Paço de Arcos            | 4º in 1ª Divisão 1993-1994                              |
| Portogallo  | Porto                 | Porto                    | Detentore Coppa CERS e 2º in 1ª Divisão 1993-1994       |
| Portogallo  | Valongo               | Valongo                  | 5º in 1ª Divisão 1993-1994                              |
| Spagna      | Flix                  | Flix                     | 5º in División de Honor 1993-1994                       |
| Spagna      | Tordera               | Tordera                  | 4º in División de Honor 1993-1994                       |
| Spagna      | Voltregà              | Sant Hipòlit de Voltregà | 6º in División de Honor 1993-1994                       |
| Svizzera    | Basilea               | Basilea                  | 2º in Lega Nazionale A 1994                             |
| Svizzera    | Montreux              | Montreux                 | 3º in Lega Nazionale A 1994                             |
| Svizzera    | Wimmis                | Wimmis                   | 4º in Lega Nazionale A 1994                             |

## Risultati

### Primo turno
| Squadra 1             | Totale | Squadra 2 | Andata | Ritorno |
| --------------------- | ------ | --------- | ------ | ------- |
| Amatori Reggio Emilia | 17 - 5 | Wimmis    | 7 - 1  | 10 - 4  |
| Amatori Vercelli      | 5 - 16 | Barcelos  | 3 - 5  | 2 - 11  |
| Basilea               | 2 - 21 | Tordera   | 1 - 12 | 1 - 9   |
| Weil                  | 38 - 4 | Grimsby   | 22 - 3 | 16 - 1  |

### Ottavi di finale
| Squadra 1             | Totale  | Squadra 2      | Andata | Ritorno |
| --------------------- | ------- | -------------- | ------ | ------- |
| Amatori Reggio Emilia | 13 - 5  | Gazinet-Cestas | 9 - 2  | 4 - 3   |
| Düsseldorf Nord       | 10 - 18 | Valongo        | 5 - 6  | 5 - 12  |
| Flix                  | 71 - 2  | Sheffield      | 40 - 1 | 31 - 1  |
| Montreux              | 6 - 12  | Voltregà       | 3 - 4  | 3 - 8   |
| Paço de Arcos         | 24 - 5  | Nantes         | 14 - 3 | 10 - 2  |
| Porto                 | 8 - 10  | Barcelos       | 6 - 4  | 2 - 6   |
| Vaulx-en-Velin        | 12 - 7  | Iserlohn       | 3 - 2  | 9 - 5   |
| Weil                  | 2 - 17  | Tordera        | 2 - 5  | 0 - 12  |

### Quarti di finale
| Squadra 1             | Totale | Squadra 2      | Andata | Ritorno |
| --------------------- | ------ | -------------- | ------ | ------- |
| Amatori Reggio Emilia | 2 - 8  | Flix           | 1 - 4  | 1 - 4   |
| Barcelos              | 8 - 5  | Paço de Arcos  | 6 - 1  | 2 - 4   |
| Tordera               | 10 - 6 | Voltregà       | 5 - 1  | 5 - 5   |
| Valongo               | 15 - 1 | Vaulx-en-Velin | 9 - 0  | 6 - 1   |

### Semifinali
| Squadra 1 | Totale | Squadra 2 | Andata | Ritorno |
| --------- | ------ | --------- | ------ | ------- |
| Flix      | 4 - 13 | Tordera   | 2 - 7  | 2 - 6   |
| Valongo   | 5 - 9  | Barcelos  | 1 - 1  | 4 - 8   |

### Finale
| Squadra 1 | Totale | Squadra 2 | Andata | Ritorno |
| --------- | ------ | --------- | ------ | ------- |
| Tordera   | 6 - 10 | Barcelos  | 6 - 4  | 0 - 6   |